# Comuna Meakenkivka, Reșetîlivka
Meakenkivka (în ucraineană М'якеньківка) este o comună în raionul Reșetîlivka, regiunea Poltava, Ucraina, formată din satele Meakenkivka (reședința), Mîhnivka și Șramkî.

## Demografie
Componența lingvistică a comunei Meakenkivka
     Ucraineană (95,89%)
     Rusă (3,17%)
     Alte limbi (0,46%)
Conform recensământului din 2001, majoritatea populației comunei Meakenkivka era vorbitoare de ucraineană (95,89%), existând în minoritate și vorbitori de rusă (3,17%).